# Telemadrid
Telemadrid (estilizado en el logotipo como TeleMadrid) es un canal de televisión español de ámbito autonómico que emite en la Comunidad de Madrid. Pertenece a la radiodifusora pública Radio Televisión Madrid (RTVM) y forma parte de la FORTA. Se trata del quinto canal autonómico instaurado en España, y del tercero más antiguo en la provincia madrileña después de La 1 y La 2.
La primera emisión en pruebas tuvo lugar el 2 de mayo de 1989, mientras que la programación regular se puso en marcha el 2 de octubre del mismo año. Desde entonces ha contado con una programación generalista para todos los públicos, centrada en la información de proximidad de la región y en los programas de actualidad. Su sede actual está situada en la Ciudad de la Imagen, en Pozuelo de Alarcón. Anteriormente compartió unas instalaciones en el edificio de la Agencia EFE en la calle Espronceda, 32.
La cobertura de Telemadrid está limitada a la Comunidad de Madrid. En la década de 1990 también podía ser vista, por desbordamiento de la señal, en casi todo el territorio de Castilla y León y Castilla-La Mancha. El canal llegó a contar con ediciones informativas especiales para ambas comunidades hasta el cierre del repetidor de Navacerrada en 2010 y la creación de CYLTV y CMM TV. Con todo, Telemadrid aún puede sintonizarse en algunas zonas de Toledo, Cuenca y Guadalajara a través de la señal de Torrespaña.
A lo largo de su historia, Telemadrid se ha caracterizado por ser la plataforma de lanzamiento de periodistas y presentadores que años después debutarían en la televisión nacional. La audiencia del canal llegó a superar el 20 % de cuota de pantalla en los años 1990. Sin embargo, durante el gobierno de Esperanza Aguirre entró en una grave crisis debido a la pérdida de espectadores, acusaciones de desinformación, y finalmente un expediente de regulación de empleo en 2012. En 2015, la Asamblea de Madrid aprobó la reforma de RTVM con el objetivo de recuperar la credibilidad informativa y los valores de servicio público.
Telemadrid dispone de una señal en alta definición (Telemadrid HD) desde 2010 y de un canal internacional (Telemadrid INT) desde 2020.

## Historia

### Antecedentes
Los orígenes de Telemadrid se remontan al 30 de junio de 1984, fecha de fundación del Ente Público Radio Televisión Madrid (RTVM). Esta radiodifusora pública, dependiente de la Comunidad de Madrid, fue creada por orden del presidente Joaquín Leguina a semejanza de las que ya existían en otras comunidades autónomas como Cataluña (TV3) y País Vasco (ETB), y desde el 19 de febrero de 1985 gestionaba la radio Onda Madrid. La capital solo podía sintonizar el primer y segundo canal de Televisión Española (TVE).
El director general de RTVM, Jorge Martínez Reverte, presentó en 1987 un plan de viabilidad para establecer el canal de televisión madrileño «TM-3», amparado en la Ley del Tercer Canal, cuya programación se basaría en informativos regionales, series e intercambios con el resto de canales autonómicos de la FORTA. El proyecto se vio demorado por los desacuerdos sobre dónde debía situarse la sede social. Como solución provisional, RTVM llegó a un acuerdo con la Agencia EFE para alquilar sus instalaciones. Así las cosas, las instalaciones de producción y emisión se situaron en los tres edificios que tenía la agencia EFE en el número 32 de la calle Espronceda del barrio de Ríos Rosas (distrito Chamberí).
En octubre de 1988 se produjeron los nombramientos en la dirección de Pedro Erquicia y Baltasar Magro, y en abril del año siguiente se confirmó que el nuevo canal se llamaría «Telemadrid».

### Lanzamiento (1989-1991)
Las primeras emisiones de Telemadrid tuvieron lugar el 2 de mayo de 1989, festividad de la Comunidad de Madrid. La nueva señal podía sintonizarse en dos frecuencias de UHF: el canal 51 (Torrespaña) y el canal 41 (Navacerrada). A partir de las 17:45 horas, la actriz Isabel Prinz dio la bienvenida a los espectadores y les invitaba a ver la programación del día: una corrida de toros desde Las Ventas, un documental y la película Ben-Hur. El lanzamiento se hizo con tan solo 28 trabajadores, pues aún no se había completado la convocatoria pública de contratación. Desde mayo hasta septiembre hubo emisiones en pruebas con películas, teleseries, conciertos y retransmisiones deportivas, todo ello con una plantilla cercana a los 100 empleados.

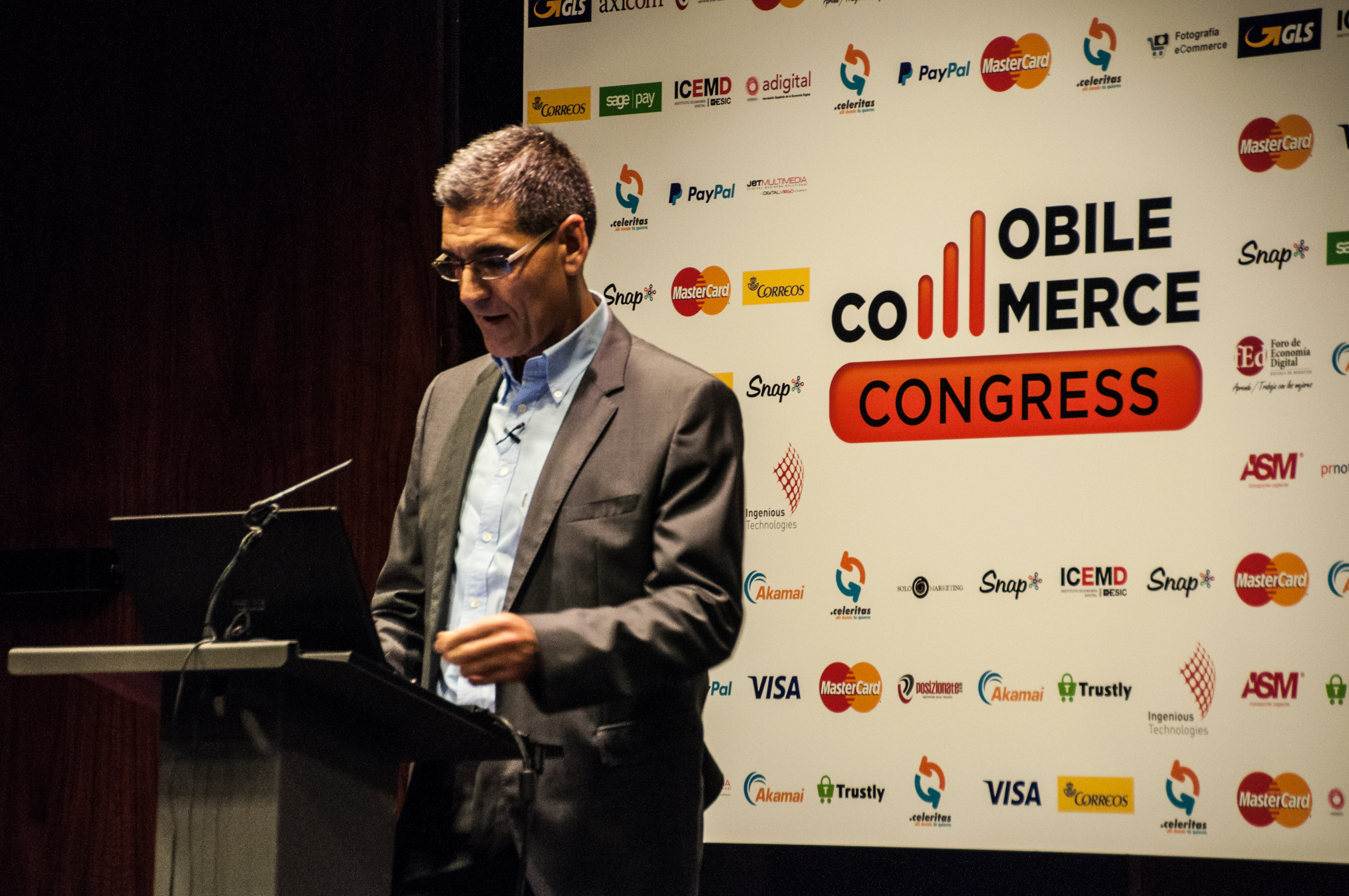
Javier Reyero fue presentador de deportes en el primer Telenoticias, y estuvo trabajando en Telemadrid hasta 2004

El 2 de octubre de 1989 comenzaron las emisiones regulares, con una programación desde las 18:00 horas hasta la medianoche. Ese día se estrenaron los espacios de producción propia: el informativo Telenoticias (editado por Vicente Vallés y conducido por Hilario Pino, Fernando Olmeda, Beatrice Sartori y Javier Reyero) y el concurso cultural Pasacalle (por Curro Castillo), acompañados de cine, series extranjeras y las retransmisiones de la Liga de Fútbol Profesional. A partir de mayo de 1990 se introdujo programación matinal, incluyendo dos ediciones de Telenoticias (14:30 y 20:30) y las primeras coproducciones de la FORTA. 
En ese tiempo Telemadrid destacó por sus servicios informativos, bajo la dirección de Fermín Bocos, que aun centrándose en la actualidad de Madrid no renunciaron a los grandes acontecimientos, entre ellos dos especiales sobre la caída del muro de Berlín y la guerra del Golfo. El nuevo canal dio cabida a nuevos periodistas y presentadores que más tarde darían el salto a la televisión nacional; además de los ya citados, destacan los nombres de Ana Blanco, Susana Pfingsten, Alipio Gutiérrez, Teresa Castanedo, Alfonso García y José Joaquín Brotons. 
No obstante, los inicios también estuvieron marcados por una grave crisis institucional y financiera, debido a las disputas políticas y al coste de alquiler de la sede de EFE. La llegada de las nuevas televisiones privadas —Antena 3, Telecinco y Canal+— obligó a Telemadrid a replantear su modelo público.

### Consolidación (1992-1997)

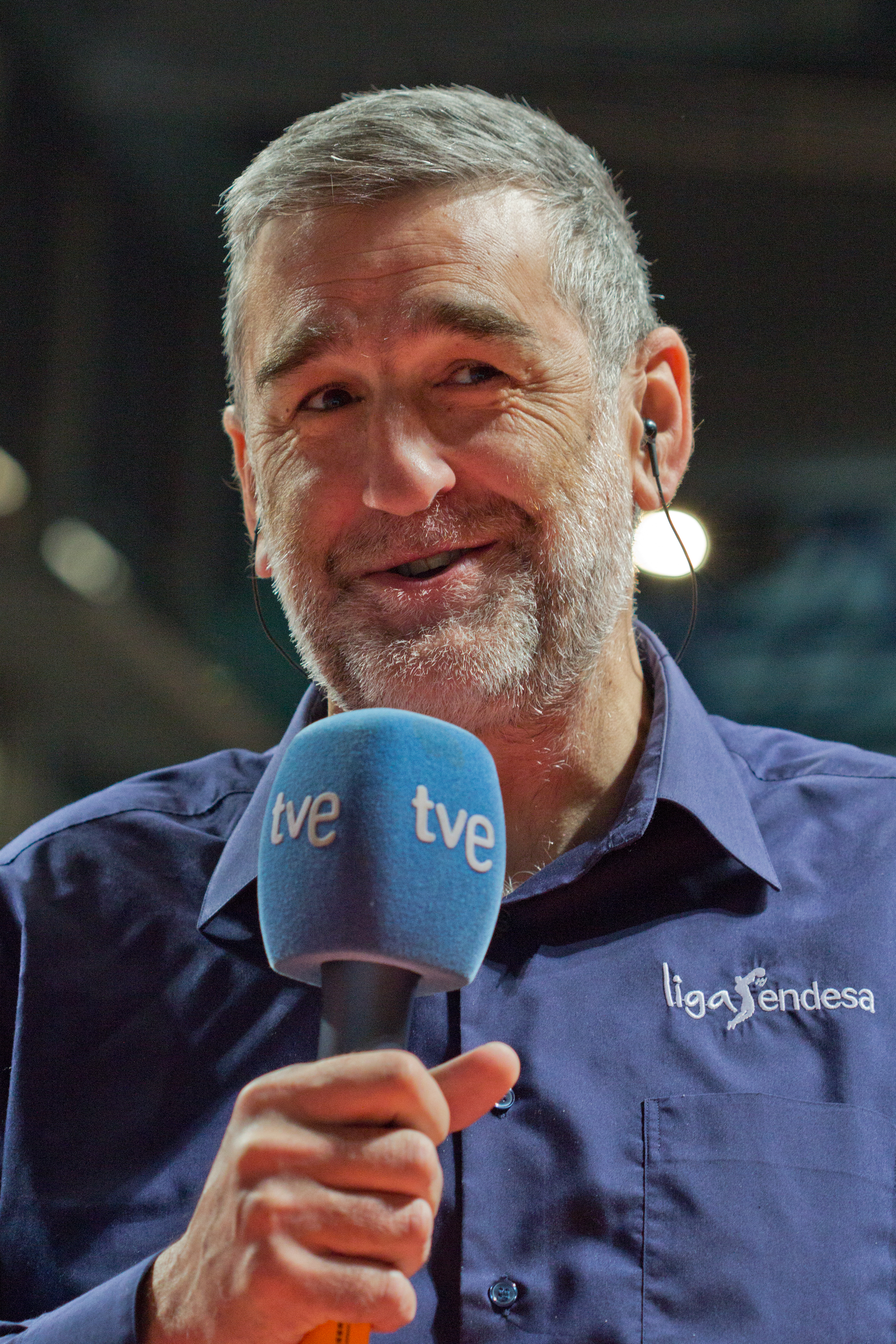
Juanma López Iturriaga presentó Inocente, inocente, uno de los primeros éxitos de audiencia de Telemadrid

En 1992, con la llegada de José Miguel Contreras a la dirección de programas, Telemadrid renovó tanto su imagen corporativa como toda la programación, apostando por tres géneros: espacios propios, informativos y deportes. La franja matinal se dedica al servicio público, mientras que el Telenoticias vio aumentada su duración al incluir secciones de información local. Se estrenaron nuevos programas de entretenimiento como Amor a primera vista (con María Barranco), Luna de miel (Mayra Gómez Kemp), Chantatachan (con Juan Tamariz), Inocente, inocente y El Friqui (con Juanma López Iturriaga), y La noche se mueve, presentado por El Gran Wyoming y pionero de los late night en España. Por último, en la franja de tarde se incluyeron series juveniles, entre ellas Bola de Dragón, Roseanne y Parker Lewis nunca pierde.
A partir de 1993, Telemadrid apostaría por la información de proximidad como símbolo distintivo. El 20 de septiembre de ese año comenzaron las emisiones de Madrid directo, creado por Ricardo Medina y presentado por Inmaculada Galván. Con un formato basado en reportajes y conexiones en directo, Madrid directo fue pieza clave de la programación vespertina durante 20 años, así como cantera de rostros televisivos como Santi Acosta, Jaime Bores, Emilio Pineda, Toni Garrido y Paloma Ferre entre otros. También se estrenó Sucedió en Madrid, especializado en sucesos durante más de una década, y en 1994 se iniciaron el magacine matinal Buenos días, Madrid y el programa deportivo Fútbol es Fútbol. Gracias a estas novedades, Telemadrid se situaría como tercer canal más visto en Madrid con un share del 21 %.
Madrid Directo fue galardonado en 1997 con el Premio Ondas de Televisión al «mejor programa especializado».
La llegada de Alberto Ruiz-Gallardón a la presidencia de la Comunidad en 1995 no supuso un cambio significativo en la línea editorial. Aunque el Partido Popular propuso privatizarla para reducir su deuda, no pudo conseguirlo por las limitaciones de la Ley del Tercer Canal. El nuevo presidente de RTVM, Juan Ruiz de Gauna, mantuvo parte del equipo anterior, asumió la construcción de la nueva sede de RTVM en Pozuelo de Alarcón, e introdujo más programas de entretenimiento, siendo los más exitosos Hablando con Gemma (Gemma Nierga, 1996), el magacín Con T de tarde (Terelu Campos, 1997), el late night Sola en la ciudad (Cristina Tárrega, 1998) y el programa de corazón Mamma Mía (Víctor Sandoval y Francine Gálvez, 1999). 
Entre las colaboraciones de la FORTA destacaría la llegada de Tómbola, producido por la valenciana Canal Nou. El espacio presentado por Ximo Rovira fue muy criticado como paradigma de la «telebasura», pero lideraría las audiencias en la noche de los viernes hasta su retirada en 2001.

### Cambio de sede (1997-2003)

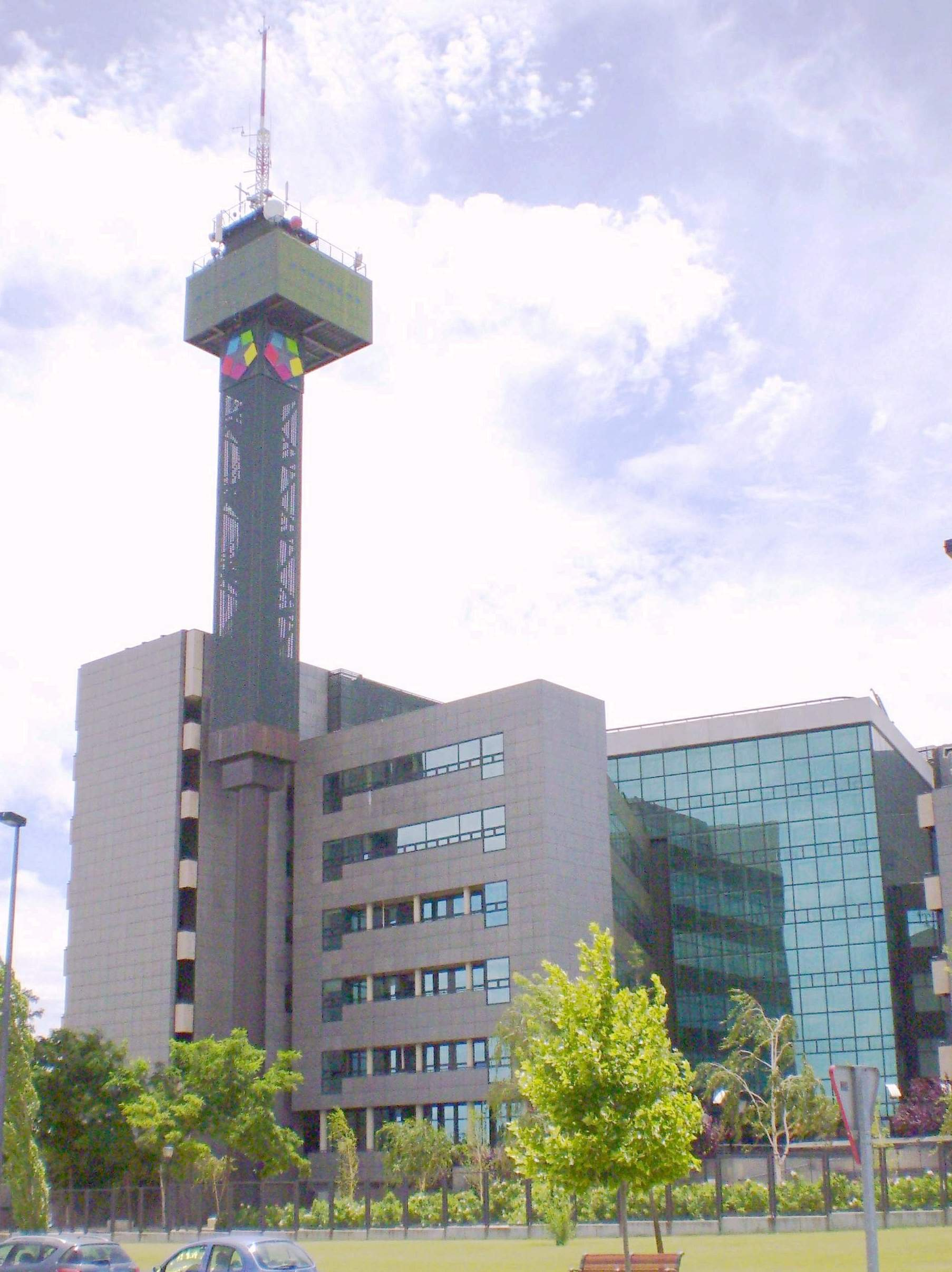
En 1997 fue inaugurada la sede de Telemadrid en Pozuelo de Alarcón

El 6 de mayo de 1997 tuvo lugar la ceremonia de inauguración de la sede central en la Ciudad de la Imagen de Pozuelo de Alarcón en la que estuvo presente el entonces Príncipe de Asturias Felipe de Borbón y el presidente regional Alberto Ruiz-Gallardón. La nueva instalación, con 27.000 metros cuadrados construidos y cuatro estudios de televisión, permitía ahorrar más de 2000 millones de pesetas al año en costes de alquiler. El coste total del traslado se cifró en más de 4000 millones de pesetas. Por último, en ese mismo día se puso en marcha el sitio web de la empresa.
A finales de 1997, Telemadrid constituyó junto con Caja Madrid y el Canal de Isabel II la sociedad productora «Multipark Madrid», cuyo objetivo era gestionar derechos audiovisuales, venta de publicidad y servicios de televisión por cable. Además del canal internacional Telemadrid SAT, llegaría a controlar tres canales temáticos para Vía Digital: Canal Cocina, Ella TV y Tribunal TV. No obstante, el fracaso comercial de Vía Digital les llevó a volcarse en la televisión digital terrestre: el 1 de octubre de 2000 Telemadrid comenzó a emitir en ese sistema, y un año más tarde lanzó el segundo canal «LaOtra», dedicado a la cultura y formatos alternativos.
En septiembre de 2001, Telemadrid renovó su imagen corporativa y programación. Previamente el director de RTVM, Francisco Giménez Alemán, había ordenado la retirada de Tómbola y Gente con chispa, sus dos programas de mayor audiencia. En total hubo 22 estrenos solo durante esa temporada, y el share medio pasó del 20 % (1999) al 17,1 % (2003). No obstante, varios terminarían convirtiéndose en emblemas de la cadena: Mi cámara y yo, impulsado por Elena Sánchez, supuso el inicio de los documentales de telerrealidad en la televisión española; el talk show Ésta es mi gente sirvió para relanzar la carrera de Jesús Vázquez, y Me lo dices o me lo cuentas de Lorena Berdún marcó la recuperación de los espacios de sexología.
Por otro lado, el Telenoticias —dirigido entonces por Alfonso García— fue galardonado con el Premio Iris de la Academia de Televisión por su cobertura de las manifestaciones contra la invasión de Irak de 2003 y por la comisión de investigación del Tamayazo. Otro importante trabajo fue la cobertura de los atentados del 11 de marzo de 2004.

### Década de 2000

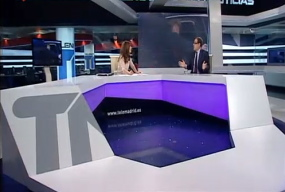
Plató de Telenoticias en 2011

A mediados de la década de 2000 se produjeron notables cambios en Telemadrid, tanto en su programación como en la línea editorial. En 2004, la nueva presidenta de la Comunidad de Madrid, Esperanza Aguirre, nombró director de RTVM a su anterior jefe de prensa, el periodista Manuel Soriano, con el objetivo de convertir al canal en un referente de información política nacional. Entre otras medidas se aumentaron las ediciones del Telenoticias, incluyendo un informativo de autor en la medianoche (Diario de la Noche) bajo la edición primero de Germán Yanke, y posteriormente de Fernando Sánchez Dragó y Ana Samboal. Algunos de los presentadores más importantes de esa etapa son Sandra Barneda, Julio Somoano, Luis Mariñas y Víctor Arribas, todos ellos nuevas incorporaciones. También hubo un incremento de los reportajes en horario estelar y se incluyeron debates políticos.
Además de los informativos, hubo nuevos espacios que en su mayoría fueron confiados a productoras. Entre 2004 y 2006 llegaron a estrenarse más de 30 programas, de los cuales solo se consolidaron tres: el debate Alto y Claro (Curri Valenzuela e Isabel San Sebastián), el concurso Metro a Metro (Javier Capitán) y Madrileños por el mundo (Paloma Ferre). El estallido de la crisis económica y la situación interna de Telemadrid redujeron la producción propia a la mínima expresión a partir de 2008. RTVM llegó a acumular una deuda de 260 millones de euros entre la caída de la facturación publicitaria y las deficiencias en la gestión, por la que terminaría efectuándose un expediente de regulación de empleo en 2012 que supuso el despido de 861 trabajadores.
En ese periodo, Telemadrid experimentó una notable caída en audiencias que la dirección achacó a tres factores: el rechazo de la audiencia a una nueva programación «menos comercial», la aparición de competencia privada (especialmente Cuatro y La Sexta), y la pérdida de los derechos de Primera División. El comité de empresa, por su parte, aseguraba que se debían a casos de manipulación informativa.
El 17 de febrero de 2010 comenzaron las emisiones de Telemadrid HD, la señal en alta definición. El primer contenido que ofrecieron fue un partido de la Liga de Campeones entre el Oporto y el Arsenal. La señal regular se puso en marcha el 29 de octubre del mismo año a las 18:30, en mitad de un programa de Madrid Directo. Actualmente emite de forma nativa en alta definición (1080p), mientras que la señal estándar reescala el contenido a 16:9 (576i). La actividad de Telemadrid HD se vio afectada por el expediente de regulación de empleo de 2013: tras confirmarse los despidos en enero de ese año, muchos de los programas que emitían en alta definición fueron cancelados y el plan para producir el Telenoticias bajo ese sistema quedó paralizado. Debido a que más del 70 % de la plantilla se fue a la calle, incluidos los técnicos, la producción de la señal tuvo que ser subcontratada a Telefónica Broadcast Services, cuyos equipos no estaban adaptados a la alta definición. En noviembre de 2013 se retomaron las emisiones en alta definición, después de que la continuidad actualizara sus equipos, y en marzo de 2014 se recuperó la producción propia en alta definición con espacios como Ruta 179 y Madrileños por el mundo.

#### Crisis de Telemadrid
La línea editorial de Telemadrid fue muy cuestionada desde 2004 hasta 2014 por sindicatos, representantes políticos y diversas entidades de la sociedad civil madrileña, quienes han denunciado numerosos ejemplos de desinformación y sesgo político. Varios trabajadores documentaron casos de supuesta instrumentalización del ente público por parte del Partido Popular de Madrid, e incluso señalaron que el director de informativos, Agustín de Grado, había formado una «redacción paralela» a la que se confiaban las noticias y su distribución en la escaleta. Todo ello motivó un largo conflicto laboral entre la dirección y los empleados críticos, agrupados en la plataforma Salvemos Telemadrid, que al final se dejó notar en movilizaciones, huelgas temporales y pérdida de espectadores. La situación también fue criticada con firmeza por dos exdirectores de la casa, Jorge Martínez Reverte y Francisco Giménez Alemán, así como por varios periodistas que iniciaron su trayectoria allí.
En noviembre de 2012, la dirección de RTVM anunció un expediente de regulación de empleo que afectaba a 925 trabajadores, cifra posteriormente reducida a 861 despidos, el 74 % de la plantilla. Mientras la dirección aseguraba que la situación de Telemadrid era «insostenible» en el escenario actual, el comité de empresa consideraba que era una «purga» y lamentó la ausencia de negociaciones. Después de varios paros parciales, se convocó una huelga indefinida que llevó al canal a cesar sus emisiones del 20 de diciembre al 11 de enero de 2013. En abril de 2014, el TSJM lo declaró «improcedente» sin llegar a anularlo, de modo que RTVM prefirió indemnizar a los afectados en vez de readmitirlos. Como consecuencia del ERE, la mayoría de los programas fueron cancelados y muchos rostros históricos del canal dejaron de trabajar allí. Salvo el Telenoticias, tanto los programas como la continuidad fueron subcontratados a productoras.

### Reforma de RTVM (2017-2021)

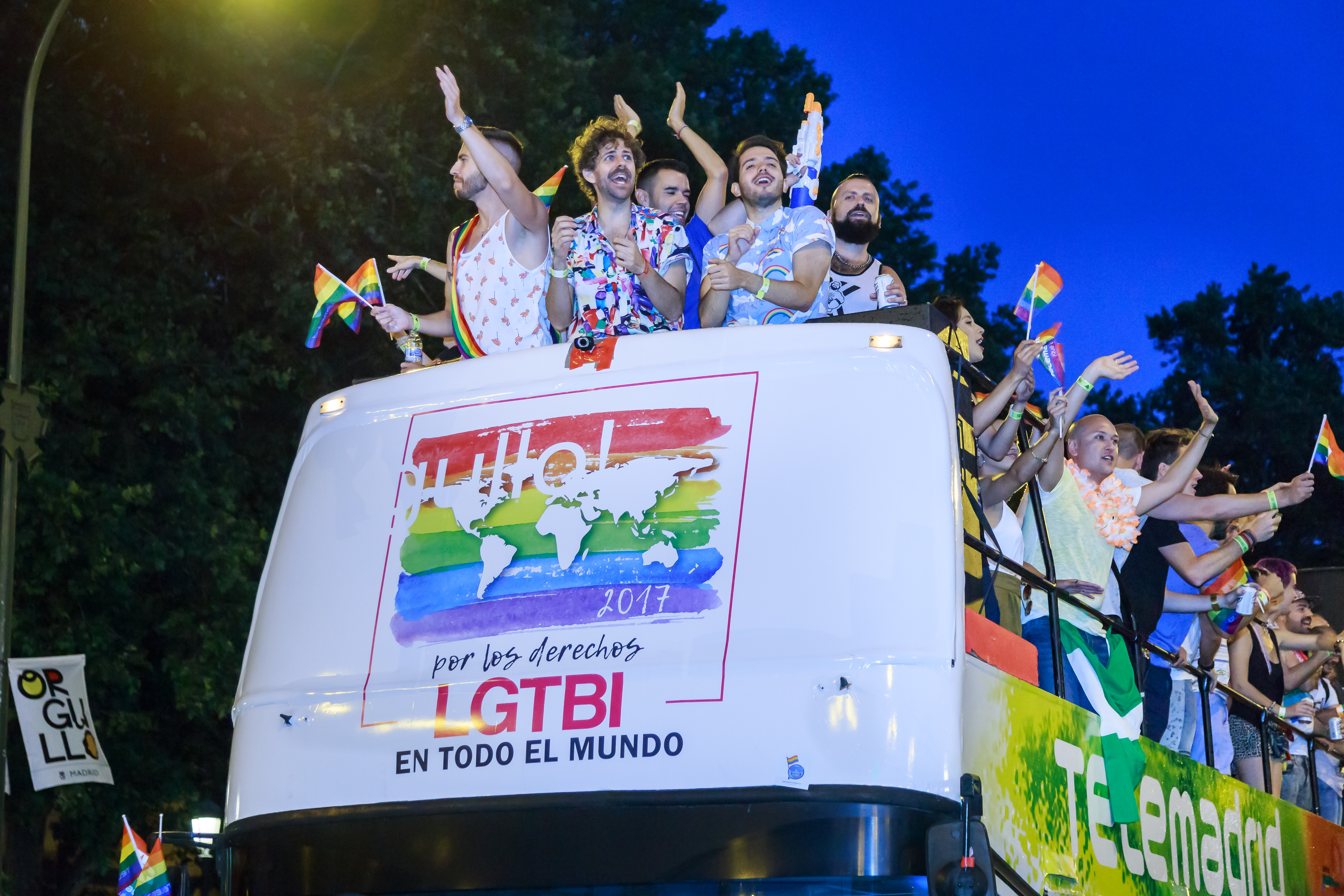
Autobús de Telemadrid en el WorldPride Madrid 2017

En diciembre de 2015, la Asamblea de Madrid aprobó una reforma de RTVM para que el director fuese elegido mediante convocatoria pública y mayoría parlamentaria. Se llevó a cabo una etapa de transición con la recuperación de dos rostros históricos: Alipio Gutiérrez como director de informativos, con el objetivo de despolitizar la línea editorial, e Inmaculada Galván al frente del magacín matinal Madrid Contigo, que a su vez suponía la recuperación de la producción propia. Además, Telemadrid fue la televisión oficial del WorldPride Madrid 2017.
El nuevo director de RTVM, José Pablo López Sánchez, asumió el cargo en febrero de 2017. Bajo su mando se ha propuesto dar mayor cabida a acontecimientos e información en directo para «recuperar la credibilidad ante la ciudadanía», actualizar la imagen corporativa, mejorar el clima laboral, y estrenar una programación renovada que atraiga a menores de 45 años. Además de retomar las marcas Madrid Directo y Buenos días, Madrid, se nombró director de informativos a Jon Ariztimuño y se contrataron nuevos presentadores procedentes de la televisión nacional, como Javier Gómez, Lourdes Maldonado y Silvia Intxaurrondo. En los siguientes cuatro años, la audiencia de Telemadrid creció gracias al desempeño de los programas informativos y a la cobertura de acontecimientos especiales.
Telemadrid recuperó su canal internacional el 3 de febrero de 2020, bajo la marca «Telemadrid INT».

### Situación actual (2021-act.)
En el primer Gobierno del PP de Isabel Díaz Ayuso en coalición con Ciudadanos (CS), se establecía la condición de despolitizar Telemadrid. Ayuso llegó a decir: «Soy la única presidenta que tiene una televisión que le es crítica», asegurando que «los gobiernos liberales no se caracterizan por legislar» y prefieren «desregular aquello que no es necesario». En una entrevista con el Telenoticias en octubre de 2020, al ser preguntada cuántos sanitarios iba a contratar para el nuevo Hospital de Emergencias Enfermera Isabel Zendal y decir que se iba a limitar a trasladar personal de otros hospitales al nuevo, se sintió incomodada y respondió: «son preguntas que no se le hacen a un presidente autonómico normalmente». Tal era el distanciamiento entre la cadena pública y la presidenta que para los actos oficiales del 2 de mayo de 2021, el Día de la Comunidad de Madrid, se contrató a una empresa externa para realizar la retransmisión oficial, en lugar de retransmitirla Telemadrid, como es habitual.
Tras romper el pacto de gobierno con Ciudadanos y convocar nuevas elecciones, Ayuso revalidó el cargo de presidenta de la Comunidad de Madrid con un gobierno en solitario y la Asamblea de Madrid, con mayoría absoluta del PP, aprobó en julio de 2021 la modificación de la ley que regula el régimen jurídico de RTVM, y que, entre otros cambios, establece que el director general pasa a tener un mandato de cuatro años no renovables, lo que supone el cese de José Pablo López Sánchez, y se establece un Consejo de Administración cuyos miembros son elegidos únicamente por los grupos de la Asamblea. Hasta que se produzca la elección del director, el gobierno regional nombró como administrador provisional a José Antonio Sánchez, exdirector de RTVM desde 2011 hasta 2014, quien destituyó a todo el equipo directivo para nombrar al suyo propio.
Resultó polémico en algunos medios, redes sociales y la oposición que Ayuso se fue de gira por EE. UU. en varias ocasiones, llevándose a un equipo de profesionales de Telemadrid para seguir sus pasos, con un coste de 2000€ diarios, llamando la atención que en una entrevista que dio, solo aparecían los micrófonos de Telemadrid, Okdiario y la Agencia EFE. Los beneficios de Telemadrid cayeron un 80 %, la audiencia también, aunque ligeramente.
El 22 de julio de 2025, resultó polémico que Telemadrid emitió en el Telenoticias 1 un vídeo con declaraciones del presidente del Gobierno de España, Pedro Sánchez, en el que su voz estaba ralentizada y distorsionada, lo que le hacía parecer «ebrio, drogado o inseguro». El PSOE de Madrid denunció el hecho como una manipulación deliberada y exigió públicamente disculpas, rectificación y responsabilidades, calificando la acción como «intolerable» en una televisión pública pagada por todos los madrileños. En respuesta, Telemadrid, a través del presentador Víctor Arribas, sostuvo que se trató de un error técnico involuntario durante el tratamiento del vídeo —una desincronización entre audio e imagen— y que no hubo intención de manipulación y volvió a emitir el fragmento corregido con la velocidad de audio original. La polémica se producía después de repetidas denuncias de manipulación en Telemadrid con un sesgo político marcado a favor de Ayuso y continuas noticias en contra del Gobierno de Pedro Sánchez, calificando sus críticos a Telemadrid como TeleAyuso, como ya sucedía durante el Gobierno de Esperanza Aguirre, cuando se calificaba a la cadena madrileña como TeleAguirre.

#### Cese de emisiones en SD y lanzamiento de la señal en Alto Rango Dinámico

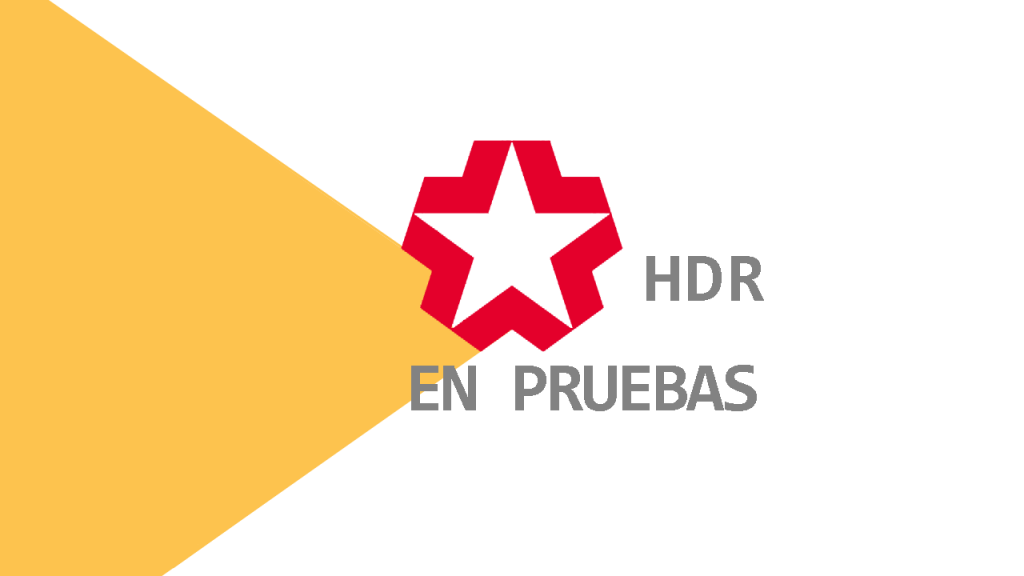
Emisión en pruebas de TeleMadrid HDR

El 31 de diciembre de 2023, Radio Televisión Madrid anunció que va adelantar el cese de los canales SD al 8 de febrero de Telemadrid y La Otra, en los canales TeleMadrid SD y LaOtra SD se puede ver un rótulo en la parte inferior en donde aparece reflejado: Desde el 8 de febrero, este canal dejará de emitir. Para seguir viéndolo entra en Ajustes de tu televisor, selecciona los canales HD y ordénalos según tus preferencias. Si tu TV no soporta la tecnología HD, contacta con el fabricante o entra en televisiondigital.es, en el caso de los canales de Telemadrid por TDT la emisión sólo en HD les resulta fácil, ya que desde hace ya varios años ambos canales llevan emitiendo en alta definición, y al mismo tiempo también en definición estándar. Por lo que simplemente se trata de cesar los canales SD que emiten para dejar paso una única emisión en HD.
Tras la finalización de las emisiones SD de Telemadrid y La Otra, Radiotelevisión Madrid (RTVM) ha lanzado el 8 de febrero de 2024, la señal en HDR en emisión de pruebas que mejora la calidad de imagen de la señal en HD (Telemadrid HD). En pantalla, la señal presenta justo debajo de la mosca del canal, el mensaje «EN PRUEBAS», por lo que no puede garantizarse la continuidad de la señal de cara a la visualización de los programas para un uso doméstico. Además, la mosca del canal aparece acompañada de las siglas HDR, que hacen referencia al formato de alto rango dinámico. El 12 de febrero del mismo año, se comienza a emitir de forma oficial en dicho formato y se convierte en el primer canal de España que emita en Alto Rango Dinámico.

#### Lanzamiento de la plataforma OTT
El 18 de julio de 2024, RTVM anunció el lanzamiento de una plataforma OTT que reunirá los contenidos de Telemadrid y Onda Madrid, donde integrará todo el ecosistema de la cadena, desde transmisiones en directo hasta contenido nativo y producción propia, y se lanzará a principios de 2025. El proyecto se enmarca en la profunda modernización digital que está llevando a cabo el ente desde 2023, un proceso en el que prevé invertir 15 millones de euros hasta 2027, de momento se reservan el que será su nombre comercial.

## Programación
La programación de Telemadrid es generalista y está enfocada a todos los públicos, con especial atención a la actualidad y a los espacios de proximidad en el ámbito de la Comunidad de Madrid. Los informativos son el eje central, representados en las ediciones del Telenoticias, el programa matinal Buenos Días, Madrid y el magacín Madrid Directo. En lo que respecta al entretenimiento, existen algunos espacios de producción propia como Mi cámara y yo o Madrileños por el mundo, mientras que el resto está cubierto con producciones externas, programas compartidos con la FORTA y emisión de cine. Las películas de estreno se ofrecen en el bloque El Megahit.
Desde el relanzamiento del canal en septiembre de 2017 se han estrenado nuevos programas como Tras la pista (con David Alemán y María Gracia), En boca de Todos, Mundo Madrid, La cuenta por favor, Eso no se pregunta, De todo corazón, Atrápame si puedes (con Luis Larrodera y Goyo González), Hazlo por mil (con Ares Teixidó) y Sexo y etcétera (con Lorena Berdún). Además de estos estrenos se han recuperado programas históricos de Telemadrid como el informativo matinal Buenos Días Madrid y el magacine vespertino Madrid Directo.
Además de estos espacios, Telemadrid altera su programación habitual para retransmitir en directo acontecimientos especiales, noticias de última hora y eventos deportivos de la Comunidad de Madrid. En verano suelen ofrecerse corridas de toros.

## Servicios informativos
El informativo propio de Telemadrid es el Telenoticias, que se emite desde el 2 de octubre de 1989. En este formato se hace un repaso a la actualidad del día, con especial atención a lo ocurrido en la Comunidad de Madrid. La estructura del espacio está dividida en bloques independientes para información general, deportes e información meteorológica.
Actualmente cuenta con dos ediciones semanales y dos en fines de semana:
- Telenoticias 1 (14:00): presentado por Víctor Arribas y Erika Barreras.
- Telenoticias 2 (20:30): presentado por Cristina Ortega.
- Telenoticias Fin de Semana (14:00 y 20:30): presentado por Pedro J. Rabadán y Carolina Moya

## Controversias

### Gestión durante el gobierno de Aguirre

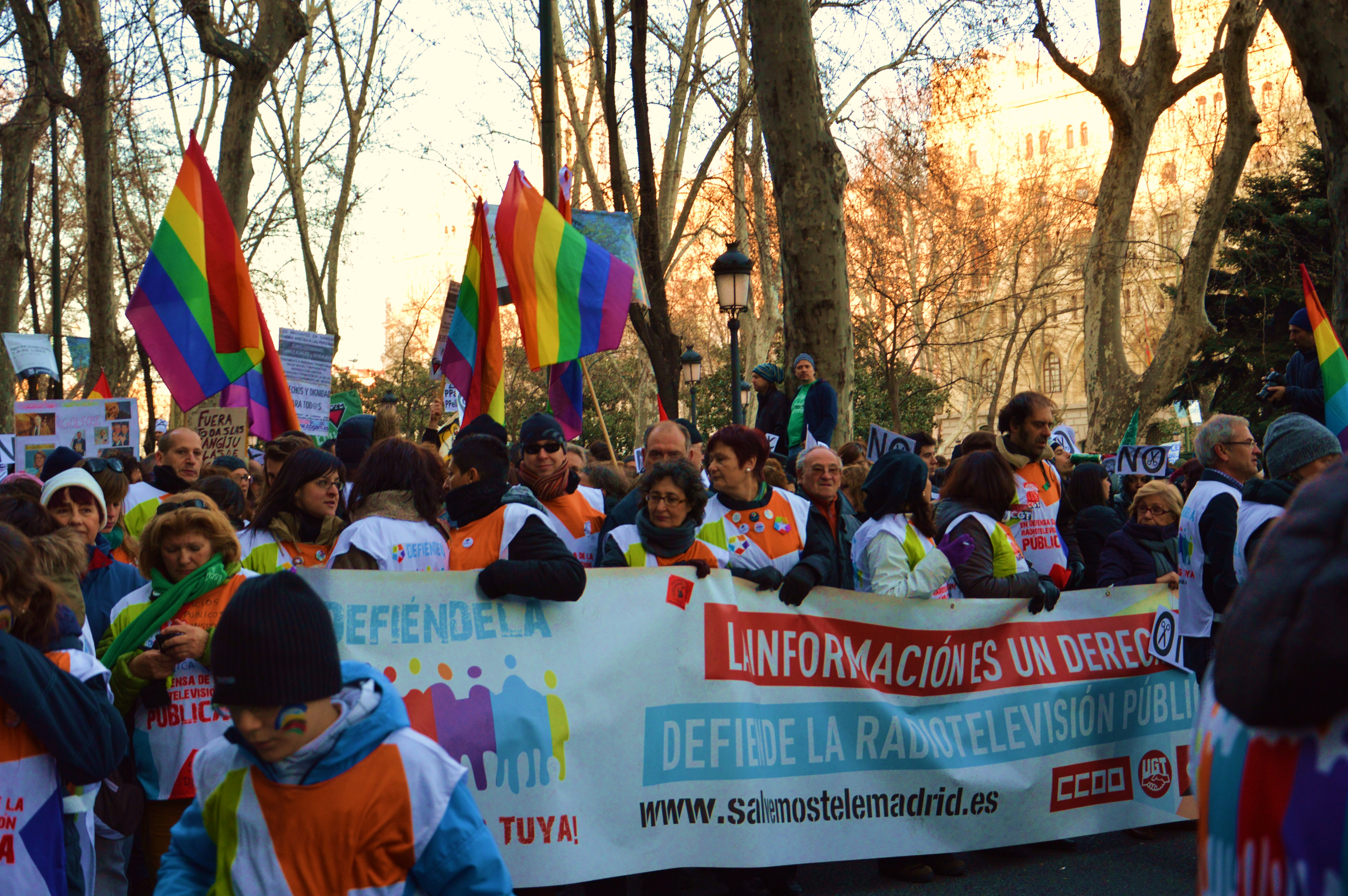
Manifestación del colectivo de trabajadores Salvemos Telemadrid afectados por el expediente de regulación de empleo

Durante los gobiernos de Esperanza Aguirre (2003-2012) e Ignacio González (2012-2015), la gestión de Telemadrid fue puesta en entredicho por representantes de la sociedad civil madrileña, sindicatos y los partidos de la oposición en la Asamblea de Madrid. Los dos aspectos más criticados fueron los distintos casos de parcialidad informativa por un lado, y la tutela financiera del ente público por el otro. Durante esa década se produjo una drástica caída de la cuota de pantalla anual, del 17 % en 2003 a tan solo un 3,8 % en 2013, así como un descenso de los ingresos publicitarios. Los críticos aseguraban que se debía a la mala reputación del canal, mientras que la dirección de la época llegó a justificarlo por la competencia privada en la TDT y por la pérdida de los derechos de Primera División.
En lo que respecta a los servicios informativos, varios trabajadores agrupados en la asociación Salvemos Telemadrid habían denunciado la creación de una «redacción paralela» de periodistas a los que se confiaba las informaciones más sensibles, presuntamente para favorecer intereses conservadores o del Partido Popular de Madrid, si bien los responsables de aquella época han negado su existencia. En ese tiempo se denunciaron varios casos de parcialidad informativa, manipulación, censura, calumnias, y mala praxis. Uno de los más célebres se dio en pleno movimiento 15-M, cuando una periodista les atribuyó una agresión contra policías con videos que en realidad se habían grabado en Grecia. Además, se produjeron episodios de presión: Germán Yanke dimitió al frente del Diario de la Noche en 2006, después de que la presidenta Aguirre le reprochara en una entrevista que «comprara argumentos del adversario» porque no le había gustado una pregunta. La situación llevó a que dos exdirectores de Telemadrid, Francisco Giménez Alemán y Jorge Martínez Reverte, así como el exdirector de informativos Alfonso García, denunciaran que el canal había dejado de funcionar como un medio público.
La gestión financiera de Telemadrid también quedó en entredicho, y fue objeto de una comisión de investigación en la Asamblea de Madrid. Durante la presidencia de Soriano, Telemadrid llegó a comprar los derechos de emisión por cuatro temporadas del Atlético de Madrid y del Getafe C.F. con el objetivo de mantener la Primera División de fútbol en la programación. El ente público (49 %), Caja Madrid (47,5 %) y los clubes de fútbol constituyeron la sociedad Madrid Deporte Audiovisual (MDA) para completar la compra de derechos, 40 millones al Atlético y 13 millones al Getafe, y posteriormente revendérselos a Telemadrid por 19,7 millones de euros. Sin embargo, la FORTA terminaría quedándose sin la Primera División y MDA quebró con una deuda de 17 millones en 2013, asumida por la Comunidad de Madrid. En la comisión se supo que la dirección financiera había desaconsejado la operación, pese a lo cual se llevó a cabo. Ángel Martín Vizcaíno era entonces subdirector de Telemadrid y representante en Madrid Deporte Audiovisual, posteriormente fue el ejecutor del ERE en 2012 alegando causas económicas.
Los gastos sin justificar continuaron dándose en esa etapa bajo otros gestores. En 2008, y con motivo del bicentenario del Levantamiento del 2 de Mayo, la Comunidad de Madrid encargó al director José Luis Garci la película conmemorativa Sangre de mayo. El coste total de 17 millones de euros fue asumido por Telemadrid a través del presupuesto del canal, sin concurso público y en contra de la dirección financiera. La cinta solo consiguió recaudar 738 000 euros. Además, se acusó a la dirección de haber hecho contratos a la medida de determinadas productoras y periodistas.

### Expediente de regulación de empleo (2012)
En noviembre de 2012, RTVM anunció un expediente de regulación de empleo (ERE) que afectaba a 925 trabajadores, cifra posteriormente reducida a 861 despidos, el 74 % de la plantilla. La dirección justificó la medida en que la plantilla estaba sobredimensionada, pues contaba con más de 1200 empleados, y que en caso de no ejecutarse supondría el cierre de la radiodifusora. Sin embargo, el comité de empresa aseguraba que se debía a motivos políticos y no económicos, pues muchos de los empleados sobrantes habían sido contratados en la década de 2000 para apartar a la plantilla existente. La conflictividad laboral entre la dirección y los trabajadores venía produciéndose desde 2005, cuando la asociación Salvemos Telemadrid había comenzado a denunciar presuntas irregularidades en la gestión de la empresa.
Después de varios paros parciales, se convocó una huelga indefinida que llevó a Telemadrid a cesar sus emisiones desde el 20 de diciembre hasta el 11 de enero de 2013, fecha en que el ERE fue confirmado. Los despedidos recurrieron ante el Tribunal Superior de Justicia de Madrid y este sentenció que el ERE era no ajustado a derecho, lo cual no obligaba a readmitirles. Por su parte, la Comunidad de Madrid aseguraba que en caso de sentencia contraria, RTVM estaría condenada al cierre igual que la Radiotelevisión Valenciana. Finalmente, el Tribunal Supremo ratificó la sentencia del TSJM en marzo de 2014, por lo que la dirección prefirió aumentar las indemnizaciones por despido antes que readmitirles.
Muchos exempleados iniciaron juicios individuales para obtener el despido nulo y algunos han conseguido la readmisión. La nueva dirección ha reabierto la bolsa de contratación en 2017.

## Imagen corporativa
El actual logotipo de Telemadrid fue estrenado el 17 de septiembre de 2017, dentro de una renovación completa de la imagen corporativa de Radio Televisión Madrid. Se trata de una estrella de cinco puntas rombos rodeada por formas geométricas variables. Aunque el rojo y el blanco de la bandera de la Comunidad de Madrid son los elementos centrales, el logotipo se adapta a diferentes posicionamientos y colores. De este modo, también puede ser utilizado en redes sociales y soportes interactivos. El nuevo diseño es obra de las agencias barcelonesas Mucho y Cómodo Screen.
La estrella, presente en la bandera de la Comunidad, ha sido el elemento central del logotipo de Telemadrid desde su inauguración. Desde 1989 hasta 2001 se utilizó un logotipo tridimensional creado por la agencia Landor, en el que una estrella transparente aparecía rodeada por rombos de colores: azul, verde, rojo, amarillo y violeta. Cada uno de esos rombos representaba un valor de servicio público de la programación, así como las cinco provincias que rodean a Madrid. En 2001 se invirtió el orden de los colores y pasó a ser en dos dimensiones, con la estrella de color blanco. En septiembre de 2006 hubo una leve variación cromática, además de la inclusión del nombre «Telemadrid» con nueva tipografía.
Telemadrid ha sido la marca del canal desde su primera emisión. Asimismo, desde 1989 hasta 1991 también se dio a conocer como TM3, al ser el tercer canal disponible en Madrid, pero la irrupción de Antena 3 Television les llevó a desecharlo. En 2014 el canal impulsó una campaña publicitaria para que los espectadores sintonizaran Telemadrid en el dial 7.

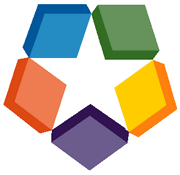
1989 - 2001
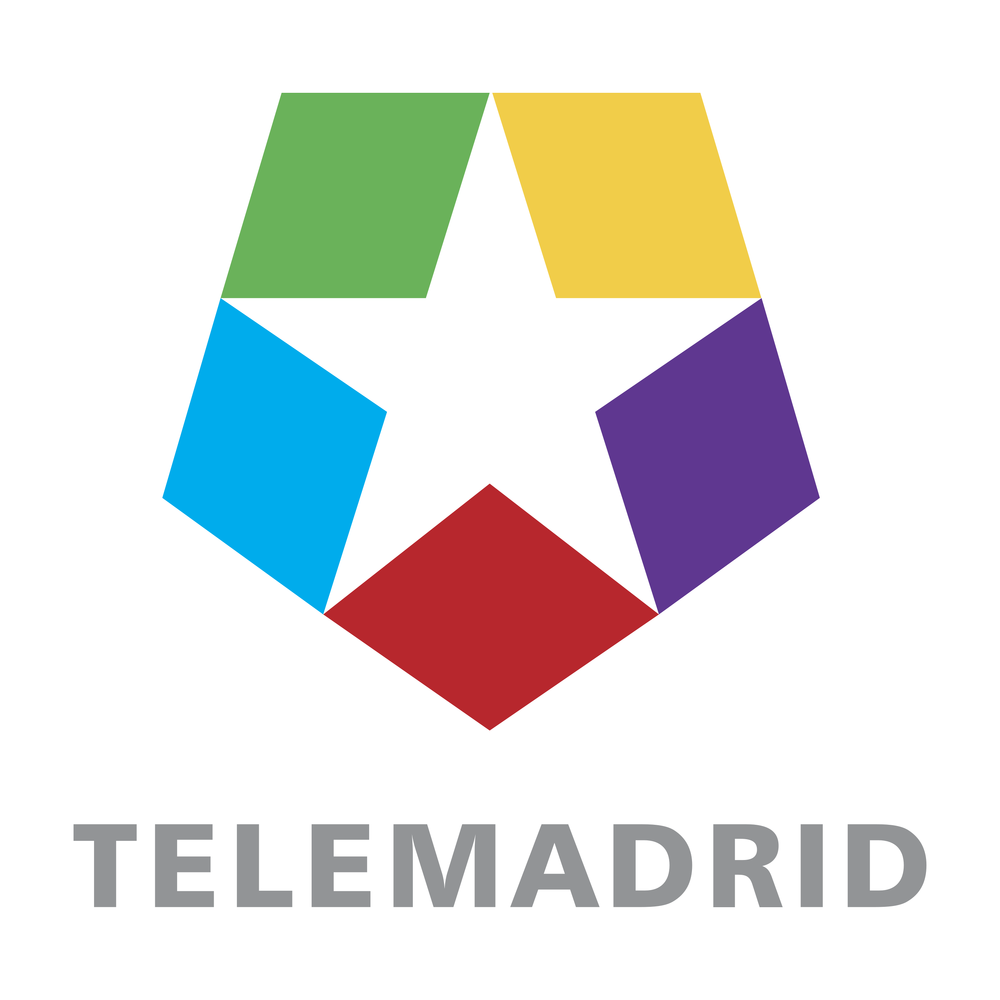
2001 - 2006
2006 - 2017
Imagen actual

Canal internacional

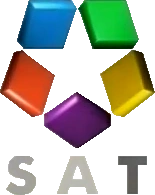
1997 - 2001
2001 - 2006
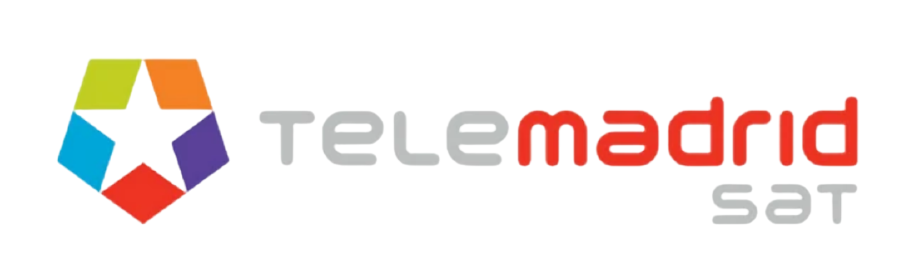
2006 - 2013
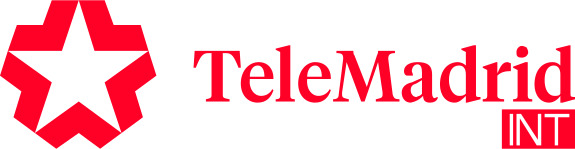
Desde 2020

## Audiencias
| Año  | Enero  | Febrero | Marzo  | Abril  | Mayo   | Junio  | Julio  | Agosto | Septiembre | Octubre | Noviembre | Diciembre | Media anual |
| ---- | ------ | ------- | ------ | ------ | ------ | ------ | ------ | ------ | ---------- | ------- | --------- | --------- | ----------- |
| 1989 | -      | -       | -      | -      | -      | -      | -      | -      | -          | -       | -         | -         | 5,5 %       |
| 1990 | -      | -       | -      | -      | -      | -      | -      | -      | -          | -       | -         | -         | 9,9 %       |
| 1991 | -      | -       | -      | -      | -      | -      | -      | -      | -          | -       | -         | -         | 11,3 %      |
| 1992 | -      | -       | -      | -      | -      | -      | -      | -      | -          | -       | -         | -         | 16,8 %      |
| 1993 | -      | -       | -      | -      | -      | -      | -      | -      | -          | -       | -         | -         | 18,8 %      |
| 1994 | -      | -       | -      | -      | -      | -      | -      | -      | -          | -       | -         | -         | 17,8 %      |
| 1995 | -      | -       | -      | -      | -      | -      | -      | -      | -          | -       | -         | -         | 20,0 %      |
| 1996 | -      | -       | -      | -      | -      | -      | -      | -      | -          | -       | -         | -         | 19,0 %      |
| 1997 | -      | -       | -      | -      | -      | -      | -      | -      | -          | -       | -         | -         | 20,3 %      |
| 1998 | -      | -       | -      | -      | -      | -      | -      | -      | -          | -       | -         | -         | 20,6 %      |
| 1999 | -      | -       | -      | -      | -      | -      | -      | -      | -          | -       | -         | -         | 20 %        |
| 2000 | -      | -       | -      | -      | -      | -      | -      | -      | -          | -       | -         | -         | 19,7 %      |
| 2001 | %      | %       | %      | %      | %      | %      | %      | %      | %          | %       | %         | %         | 17,8 %      |
| 2002 | %      | %       | %      | %      | %      | %      | %      | %      | %          | %       | %         | %         | 17,2 %      |
| 2003 | 18,1 % | 18,4 %  | 18,0 % | 17,8 % | 16,3 % | 17,0 % | 17,8 % | 16,9 % | 15,6 %     | 16,2 %  | 15,6 %    | 16,6 %    | 17,1 %      |
| 2004 | 16,3 % | %       | %      | %      | %      | %      | %      | %      | %          | %       | %         | %         | 14,9 %      |
| 2005 | %      | %       | %      | %      | %      | %      | %      | %      | %          | %       | %         | %         | 14,4 %      |
| 2006 | %      | %       | %      | %      | %      | %      | %      | %      | %          | %       | %         | %         | 11,6 %      |
| 2007 | 11 %   | 11 %    | 10,9 % | 10,6 % | 10,5 % | 10,8 % | 10,1 % | 9,8 %  | 9,9 %      | 9,8 %   | 10,1 %    | 11,8 %    | 10,7 %      |
| 2008 | 11 %   | 10,9 %  | 11,3 % | 10,4 % | 10,5 % | 9,9 %  | 10 %   | 10,3 % | 9,7 %      | 10,2 %  | 10,2 %    | 10,7 %    | 10,4 %      |
| 2009 | 11,1 % | 10,9 %  | 10,6 % | 9,3 %  | 9,1 %  | 9,8 %  | 9,8 %  | 9 %    | 8,6 %      | 9,1 %   | 9,2 %     | 9,3 %     | 9,7 %       |
| 2010 | 8,6 %  | 8,5 %   | 8,4 %  | 7,9 %  | 7,8 %  | 7,4 %  | 7 %    | 8,9 %  | 6,8 %      | 7,8 %   | 7,9 %     | 8,3 %     | 8 %         |
| 2011 | 8,3 %  | 7 %     | 7,2 %  | 7,6 %  | 6,2 %  | 6 %    | 5,7 %  | 6,2 %  | 5.3 %      | 5,7 %   | 6,1 %     | 6,1 %     | 6,4 %       |
| 2012 | 5,6 %  | 5,8 %   | 5,9 %  | 6,9 %  | 6 %    | 5,2 %  | 5,6 %  | 5,5 %  | 5,2 %      | 4,9 %   | 4,8 %     | 2 %       | 5,3 %       |
| 2013 | 2,1 %  | 4 %     | 4 %    | 4,4 %  | 3,9 %  | 4,3 %  | 4,1 %  | 4 %    | 3,6 %      | 3,9 %   | 3,9 %     | 4 %       | 3,8 %       |
| 2014 | 4,1 %  | 4,1 %   | 4,2 %  | 4,4 %  | 4,5 %  | 4,2 %  | 4 %    | 4,1 %  | 4,3 %      | 4,8 %   | 4,2 %     | 4,1 %     | 4,2 %       |
| 2015 | 4,2 %  | 4,1 %   | 3,8 %  | 4,1 %  | 4 %    | 4,1 %  | 3,8 %  | 4,1 %  | 3,6 %      | 4 %     | 4,8 %     | 4,6 %     | 4,1 %       |
| 2016 | 4,2 %  | 4,9 %   | 4,6 %  | 4,5 %  | 5,2 %  | 4,8 %  | 5,1 %  | 4,5 %  | 5,1 %      | 4,5 %   | 4,7 %     | 5,1 %     | 4,8 %       |
| 2017 | 4,5 %  | 4,4 %   | 4,3 %  | 4,3 %  | 4,1 %  | 4 %    | 3,9 %  | 4,5 %  | 3,6 %      | 3,5 %   | 4 %       | 4,3 %     | 4,1 %       |
| 2018 | 4,7 %  | 4,7 %   | 4,6 %  | 3,9 %  | 4,2 %  | 3,9 %  | 4,4 %  | 4,8 %  | 4,4 %      | 4,5 %   | 4,8 %     | 5 %       | 4,7 %       |
| 2019 | 5 %    | 4,8 %   | 4,3 %  | 4,9 %  | 4,9 %  | 4,8 %  | 5,5 %  | 6,4 %  | 5,4 %      | 5,8 %   | 5,1 %     | 5,2 %     | 5,1 %       |
| 2020 | 5,1 %  | 5,1 %   | 5,8 %  | 5,8 %  | 5,4 %  | 5,2 %  | 5,7 %  | 5,7 %  | 5,8 %      | 5,4 %   | 5,3 %     | 5,0 %     | 5,4 %       |
| 2021 | 6,8 %  | 5,2 %   | 5,3 %  | 5 %    | 5,3 %  | 5 %    | 4,7 %  | 4,9 %  | 4,6 %      | 4,9 %   | 4,6 %     | 5,2 %     | 5,2 %       |
| 2022 | 4,3 %  | 4 %     | 4,6 %  | 5,1 %  | 5,5 %  | 5,3 %  | 5,2 %  | 4,4 %  | 5,1 %      | 5,2 %   | 5,9 %     | 5,7 %     | 5 %         |
| 2023 | 5,4 %  | 4,8 %   | 5,5 %  | 5,3 %  | 5,5 %  | 5,4 %  | 4,3 %  | 4 %    | 4,2 %      | 4,5 %   | 4,5 %     | 4,4 %     | 4,8 %       |
| 2024 | 4,6 %  | 4,4 %   | 4,3 %  | 4,2 %  | 4,9 %  | 4,6 %  | 4,6 %  | 4,6 %  | 4,7 %      | 5,2 %   | 4,6 %     | 4,9 %     | 4,7 %       |
| 2025 | 5,4 %  | 4,8 %   | 4,9 %  | 4,9 %  | 5,9 %  | 5,2 %  | 5,0%   |        |            |         |           |           |             |